# Orny Adams
Orny Adams, pseudoniem van Adam Jason Orenstein (Lexington, Massachusetts, 10 november 1970), is een Amerikaanse comedian en acteur.

## Leven en carrière
Adams studeerde politicologie en wijsbegeerte aan de Emory-universiteit. Van 2011 tot 2017 speelde hij coach Bobby Finstock in de MTV-serie Teen Wolf.

## Filmografie

##### Filmrollen
| Jaar | Titel                                  | Rol          | Opmerking  |
| ---- | -------------------------------------- | ------------ | ---------- |
| 2003 | Montgomery West and the Wings of Death | burgemeester | Korte film |
| 2009 | Funny people                           | zichzelf     | Cameo      |

##### Televisierollen
| Jaar      | Titel                              | Rol                    | Opmerking                         |
| --------- | ---------------------------------- | ---------------------- | --------------------------------- |
| 2000      | Late Show with David Letterman     | zichzelf               | 1 aflevering                      |
| 2003      | Last Call with Carson Daly         | zichzelf               | 1 aflevering                      |
| 2004      | Tough Crowd with Colin Quinn       | zichzelf               | 1 aflevering                      |
| 2004-2007 | The Tonight Show with Jay Leno     | zichzelf               | 4 afleveringen                    |
| 2007      | Tom Green's House Tonight          | zichzelf               | 1 aflevering                      |
| 2010      | Orny Adams: Takes the third        | zichzelf               | Televisiefilm                     |
| 2011-Nu   | Teen Wolf                          | "Coach" Bobby Finstock | Terugkerende rol; 40 afleveringen |
| 2012-2014 | Comics Unleashed                   | zichzelf               | 2 afleveringen                    |
| 2014      | Just for Laughs: On Tour           | zichzelf               | Televisiefilm                     |
| 2015      | Just for Laughs                    | zichzelf               | 1 aflevering                      |
| 2015      | The Halifax Comedy Festival        | zichzelf               | 4 afleveringen                    |
| 2016      | All Def Digital's Roast of America | zichzelf               | Televisiefilm                     |
| 2016-2017 | WGN Morning News                   | zichzelf               | 2 afleveringen                    |
| 2017      | Conan                              | zichzelf               | 1 aflevering                      |